# Methylbutenole
Die Methylbutenole bilden in der Chemie eine Stoffgruppe strukturisomerer Pentenole. Durch unterschiedliche Anordnung ergeben sich fünf Konstitutionsisomere mit der Summenformel C5H10O.
Die Biogenese der Isoprenoide baut auf diesen Isomeren auf.
| Gefahrensymbol | Gefahrensymbol |

| Gefahrensymbol | Gefahrensymbol |

| Gefahrensymbol |

| Gefahrensymbol | Gefahrensymbol |